# Buyee
Buyee（バイイー）は、東証プライム上場企業のBEENOS株式会社のグループ会社であるtenso株式会社が運営するサービスの１つ。
海外から日本の商品を購入したいというユーザを対象に、日本国内ECサイトの商品を代理で購入し海外発送を行っている。

## 概要
tenso株式会社は2008年に設立され、代理購入サイト『Buyee（バイイー）』がオープンしたのは2012年12月になる。
サービス開始当初からオークション最大手ヤフオク!とのパートナー契約を締結しヤフオク!の代理購入を行っていたことから一気に会員登録者数が増える。その後、Yahoo!ショッピング・楽天市場・zozoなどとも業務提携が進み、現在ではtenso株式会社として2,000を超えるECサイトとの連携を行うまでに拡大。
国内の通販サイトとの提携が進んだことにより、海外から日本の商品を購入したいという会員数や海外への商品出荷数は国内最大級となる。
サービス内容としては、代理購入サイト『Buyee（バイイー）』で国内ECサイトの商品を多言語（日本語、英語、繁体字、簡体字）で購入できるようになっている。決済方法としては、海外発行のクレジットカード、銀聯カード、paypal、alipayなど海外でも主流の決済手段に対応している。配送方法としてはEMS（国際スピード郵便）、船便、SAL便、AIR便、DHL、Fedexなどから選択することができ、世界120カ国への配送が可能となっている。
日本の商品を購入したい海外消費者にとっては、言語の課題、決済の課題、配送の課題、カスタマーサポートの課題をワンストップで解決するサービス。

## 沿革

### 2008年
- 7月 - tenso株式会社設立

### 2012年
- 12月 - Buyee（バイイー）サービス開始
- 12月 - ヤフオク!とのパートナー提携開始

### 2015年
- 6月 - ZOZOTOWNとの連携開始
- 6月 - AKBグループショップとの連携開始
- 9月 - 楽天市場との連携開始
- 11月 - ブラウザ代理購入ツール『Add To Buyee』機能の提供開始
- 11月 - 台湾子会社設立

### 2016年
- 3月 - 鳥取大山町サテライトオフィス開設
- 9月 - 台湾セブンイレブンと業務提携[1]

### 2017年
- 6月 - UNITED ARROWSとの業務提携[2]
- 6月 - Fun Japan Communicationsとの業務提携[3]
- 8月 - ヴィレッジヴァンガードとの提携開始[4]
- 10月 - サントリー「イエノバ」との提携開始[5]
- 12月 - 神戸レタスとの提携開始[6]

### 2018年
- 2月 - 帽子ブランド「CA4LA（カシラ）」との連携開始
- 7月 - 24hコスメとの連携開始
- 8月 - 海外インフルエンサーを活用したインフルエンサーマーケティングサポートを開始
- 8月 - e-LineUP!Mallとの連携開始
- 8月 - オンワード・クローゼットとの連携開始
- 9月 - ヤフー台湾、ヤフーと業務提携
- 9月 - ネイチャーズウェイとの連携開始
- 12月 - フェイスマスクブランド「ルルルン」との連携開始
- 12月 - フレグランスブランド「FERNANDA」との連携開始

### 2019年
- 2月 - ナチュラルコスメブランド「VECUA Honey」との連携開始
- 2月 - 阪神タイガース公式オンラインショップ「T-SHOP」との連携開始
- 4月 - 人形の久月公式オンラインショップ「久月」との連携開始
- 4月 - フラワーアート・ユニット「plantica」の台湾進出をサポート
- 5月 - エヴァンゲリオン公式オンラインショップ「EVANGELION STORE」との連携開始

## グループ企業
- BEENOS
- ショップエアライン
- デファクトスタンダード (企業)